# Демократска Република Јерменија
Демократска Република Јерменија (јерм. Հայաստանի Դեմոկրատական Հանրապետութիւն, Hayastani Demokratakan Hanrapetut'yun; позната и као Прва јерменска република) била је прва модерна јерменска република.
Ова држава основана је у подручју Источне Јерменије, на територији бивше Царске Русије након Октобарске револуције 1917. године. Вође ове државе били су чланови Јерменске Револуционарне Федерације и других јерменских партија које су се удружиле у стварању нове државе. У време кад је основана, ова држава граничила је с Демократском Републиком Грузијом на северу, Османским царством на западу, Персијским царством на југу и Азербејџанском Демократском Републиком на истоку.
Од самог почетка је та држава била суочена с бројним сопственим и спољним проблемима. Велики део становништва биле су јерменске избеглице, побегле на руску страну пред масакром који се догодио током 1915. за јерменског геноцида у Западној Јерменији, која је била под контролом Османског царства.

## Историја

### Околности настанка
Након пропасти Јерменске краљевине Киликије крајем 14. века, Јермени су потпали под власт Персијанаца и Османлија све до 19. века, кад је Руско царство током Руско-турског рата 1828-1829. заузело и анектирало Источну Јерменију, а након Руско-турског рата 1877-1878. и Карску област. С друге стране Западна Јерменија остала је у Османском царству, у ком су провођене масовне ликвидације и присилне депортације између 1894–1896. и 1915. године.
Током Првог светског рата руска војска на Кавкаском фронту користила је становништво Западне Јерменије (које је на Русе гледало као ослободиоце), као добровољачке снаге, а отворено је и подржавала Јерменски покрет за национално ослобођење, у његову настојању да формира своју републику, која је требало да настане добрим делом и на територији под османским суверенитетом. Руси су уз подршку месног јерменског становништва, које је дизало побуне и дејствовало у османској позадини као герила успели да заузму град Ван у мају 1915. године. Истовремено са напредовањем у дубину Западне Јерменије, Руси су радили и на оснивању себи наклоњене администрације. У зиму 1916. заузели су и Ерзурум а у априлу Трабзон, Муш и Битлис, те у јулу и Ерзинцан. Руски генералштаб имао је планове о даљем напредовању, али је ненадана Фебруарска револуција 1917. зауставила све њихове војне операције.
Након абдикације цара Николаја II у марту 1917, а након тога и његова брата Михајла, власт је преузела прелазна влада која је сменила царску управу на Кавказу и основала петерочлани Закавкаски одбор, познат као Озаком. Један од чланова тог одбора био је и јерменски лидер Михаел Пападјанијан, Озаком је требало да именује врховног комесара за заузете османске територије односно Западну Јерменију, која је требало да буде подељена на пет административних јединица.
Све је то пало у воду кад је 5. децембра 1917. потписан Споразум о прекиду ватре у Ерзинцану између Русије и Османског царства. Између децембра 1917. и фебруара 1918, упућено је уместо руске војске у расулу седам јерменских пукова на фронт, којима су руски војници оставили своје наоружање. У том тренутку јерменски лидери су се још увек надали да ће либерална буржоазија успети да надвлада Лењинове бољшевике у Думи, те им није ни падало на памет да се отцепе од Русије.
Турци су покренули офанзиву у јануару 1918. године. Једини озбиљнији отпор пружала им је набрзину организована милиција од неких 40.000 припадника. Тако је османска војска врло лако и брзо већ у марту 1918. заузела Трабзон, Ерзурум, Карс, Ван и Батуми. Управо тада у средини те офанзиве је нова Руска Совјетска Федеративна Социјалистичка Република потписала Мир у Брест-Литовску 3. марта 1918, прогласила општу демобилизацију и изашла из Првог светског рата, па су ратне операције накратно заустављене.
По клаузулама тог уговора Османско царство је поновно добило право на окупиране делове Источне Анадолије (Ерзинцан, Ерзурум, Ван), и Црно Море (Ардахан, Трабзон), али су му препуштени и дотад руски Батуми и Карс. Убрзо након потписивања, османске снаге почеле су да напредују на свим деловима фронта.

### Проглашење независности
Суочени са озбиљном османском претњом окупације, након одласка руске војске, Јермени, Грузијци и Азери основали у 22. априла 1918. Закавкаску Демократску Федеративну Републику, али су убрзо између њих испливале велике разлике, па се Јерменија прогласила независном 28. маја 1918. године. Први премијер Јерменије био је Ховханес Качазнуни, а први избори одржани су 1919. године.
Јерменске снаге су испочетка донекле успеле да се одупру османским нападима, али су након катастрофалног пораза у бици код Сардарапада у мају 1918. изгубили све касније битке, па им се војска распала.

### Прво примирје
Након бројних и тешких пораза Јерменија је била присиљена да потпише са Османским царством Батумски договор 4. јуна 1918; по том договору морала је пристати на границе пре Руско-турског рата 1877-1878. дуж река Арпа и Аракс.

### Рат са суседима и Османлијама
Након победе сила Антанте у Првом свјетском рату и потписивања Примирја у Мудросу 30. октобра 1918. између снага Антанте и Османског царства, Јермени су поновно заузели Александропол и Карс. Недуго после потписивања примирја, избио је нови Грузијско-јерменски рат 1918. због територије Марнеули на које су обе стране полагале право. Након тога је уследио још тежи Јерменско-азербејџански рат (1918—1920) око Нагорно Карабаха.
Антанта је 15. јануара 1920. признала све три кавкаске републике, а амерички председник Вудро Вилсон покренуо је иницијативу да Сједињене Америчке Државе прихвате мандат над Јерменијом, али му је сенат у јуну то одбио.
Јермени су уз помоћ експедиционог корпуса Британске армије успели да поврате Карс у априлу 1919. и разбију муслиманску Југозападну Кавкаску Републику коју је у међувремену основао валија Карса.

### Споразум у Севру, нада за Арменију
У августу 1920. је потписан Споразум у Севру између снага Антанте и Османског царства. Савезници су притиснули Османлије да признају Јерменију као независну државу и то по плану америчког предсједника Вилсона, а то је значило да Турци треба да им врате Ерзурум, Трабзон, Ван и Карс. Нову државу признало је много земаља, између осталих и Сједињене Америчке Државе, али султан Мехмед VI, није ратификовао споразум.

### Слом Демократске Републике Јерменије
У међувремену је вођа турских националиста, Кемал Ататурк, уз помоћ руских бољшевика низао победе у Турском рату за независност. Он се никако није мирио са окупацијом Турске, а ни са таквом Јерменијом, па су његове снаге поновно напале Јерменију, па је тако избио Турско-јерменски рат. С друге стране је 11. Црвена армија кренула је на свој тријумфални поход преко Кавказа, и совјетизовала Баку, Азербејџан и Нагорно-Карабах. Кад се приближила Јеревану позвала је Јерменце да збаце лидере Јерменске револуционарне федерације популарно зване Дашнакцутјон. Јерменски народ а и војска били су добрано дезоријентисани, јер су совјети водили вешту пропаганду, с једне стране приказивали су нову турску власт као пријатељску и социјалистичку, а с друге стране су оцрњивали Дашнакцутјон као неспособан. Бројни Јермени ушли су у редове Црвене армије понесени њеним успесима, с друге стране дезоријентисана и деморализована јерменска војска повукла се и предала Турцима добро утврђени Карс готово без борбе у октобру 1920. године.
Турско-јерменски рат завршио је потписивањем Александрополског мира у тадашњем Александрополу 2. децембра 1920. године. Тим споразумом Јерменија се одрекла граница добивених Споразумом у Севру и морала се вратити на границе прије 1914. а турској мањини у области Нахчиван морала је дати аутономију.

#### Улазак Црвене армије
Совјетска 11. Црвена армија почела је инвазију на Арменију 29. новембра 1920; истог дана проглашена је Јерменска Совјетска Социјалистичка Република, па су јерменски лидери прихватили ултиматум који им је представио совјетски опуномоћеник Борис Легран. Коначан пренос власти одржан је 2. децембра у Еревану. Црвена армија се обавезала да ће штитити Јерменију од турске војске.
Убрзо након тога, Јерменија је 1922. постала делом Закавкаске Совјетске Федеративне Социјалистичке Републике. Она је распуштена 1936, па је Јерменија постала једна од конститутивних република Совјетског Савеза.

## Становништво
Пре Првог светског рата у тим крајевима је живело око 2 800.000 Јермена, од тога 1 500.000 у Османском царству, а остатак у Царској Русији. Новооснована јерменска држава имала је великих проблема са избеглицама које су бежале пред турским нападима, њих је било преко 300.000. Јерменска држава имала око 2.000.000 становника, од тог броја њих 1 650.000 били су Јермени, а остатак су били припадници других етничких скупина.